# ФК Спортинг Лисабон
Спортинг Лисабон (порт. Sporting Clube de Portugal) је португалски професионални фудбалски клуб из Лисабона. Основан је 1906. године. Тренутно се такмичи у Првој лиги Португалије. На вечној листи свих португалских клубова Спортинг се по укупном броју трофеја (57) налази на трећем месту иза Бенфике (87) и Порта (86).

## Највећи успеси

### Домаћа такмичења
- Прва лига Португалије (Primeira Divisão, Primeira Liga, Campeonato Nacional)
  - Првак (21) : 1940/41, 1943/44, 1946/47, 1947/48, 1948/49, 1950/51, 1951/52, 1952/53, 1953/54, 1957/58, 1961/62, 1965/66, 1969/70, 1973/74, 1979/80, 1981/82, 1999/00, 2001/02, 2020/21, 2023/24, 2024/25.
  - Вицепрвак (21) : 1934/35, 1938/39, 1939/40, 1941/42, 1942/43, 1949/50, 1959/60, 1960/61, 1967/68, 1970/71, 1976/77, 1984/85, 1994/95, 1996/97, 2005/06, 2006/07, 2007/08, 2008/09, 2013/14, 2015/16, 2021/22.
- Првенство Португалије[1] (Campeonato de Portugal)
  - Првак (4–рекорд) : 1922/23, 1933/34, 1935/36, 1937/38.
  - Вицепрвак (6) : 1922, 1924/25, 1927/28, 1932/33, 1934/35, 1936/37.
- Куп Португалије (Taça de Portugal) 
  - Победник (18) : 1940/41, 1944/45, 1945/46, 1947/48, 1953/54, 1962/63, 1970/71, 1972/73, 1973/74, 1977/78, 1981/82, 1994/95, 2001/02, 2006/07, 2007/08, 2014/15, 2018/19, 2024/25.
  - Финалиста (13) : 1951/52, 1954/55, 1959/60, 1969/70, 1971/72, 1978/79, 1986/87, 1993/94, 1995/96, 1999/00, 2011/12, 2017/18, 2023/24.
- Лига куп Португалије (Taça da Liga)
  - Победник (4) : 2017/18, 2018/19, 2010/21, 2021/22.
  - Финалиста (4) : 2007/08, 2008/09, 2022/23, 2024/25.
- Куп империје (Taça Império – претеча суперкупа)
  - Победник (1) : 1944.
  - Финалиста (1) : 1964. (Taça de Ouro da Imprensa)
- Суперкуп Португалије (Supertaça Cândido de Oliveira) 
  - Победник (9) : 1982, 1987, 1995, 2000, 2002, 2007, 2008, 2015, 2021.
  - Финалиста (4) : 1980, 2019, 2024, 2025.

### Регионална такмичења
- Иберијски куп[2] (Taça Ibérica)
  - Победник (1) : 2000.
- Првенство округа Лисабон (Campeonato de Lisboa)
  - Првак (19–рекорд) : 1914/15, 1918/19, 1921/22, 1922/23, 1924/25, 1927/28, 1930/31, 1933/34, 1934/35, 1935/36, 1936/37, 1937/38, 1938/39, 1940/41, 1941/42, 1942/43, 1944/45, 1946/47, 1947/48.
  - Вицепрвак (10) : 1907/08, 1912/13, 1916/17, 1917/18, 1920/21, 1923/24, 1925/26, 1931/32, 1939/40, 1945/46.
- Куп части округа Лисабон (Taça de Honra de Lisboa)
  - Победник (13) : 1914/15, 1915/16, 1916/17, 1947/48, 1961/62, 1963/64, 1965/66, 1970/71, 1984/85, 1990/91, 1991/92, 2013/14, 2014/15.
  - Финалиста (8) : 1917/18, 1959/60, 1966/67, 1968/69, 1974/75, 1977/78, 1978/79, 1989/90.
- Куп округа Лисабон (Taça Lisboa)
  - Победник (1) : 1930/31.

### Међународна такмичења
- Куп победника купова
  - Победник (1) : 1963/64.
- Куп УЕФА
  - Финалиста (1) : 2004/05.
- Латински куп
  - Финалиста (1) : 1949.
- Интертото куп
  - Победник (1) : 1968. (регионални систем)

## Сва финала међународних купова Спортинг Лисабона
Куп победника купова
| 1963/64. | Спортинг Лисабон | 3–3, 1–0 | МТК Будимпешта |

Куп УЕФА
| 2004/05. | Спортинг Лисабон | 1–3 | ЦСКА Москва |

Латински куп
| 1949. | Барселона | 2–1 | Спортинг Лисабон |

Интертото куп
| 1968. | Спортинг Лисабон | 1–1 | Дукла Праг       |
| 1968. | Рапид Беч        | 3–0 | Спортинг Лисабон |
| 1968. | Дукла Праг       | 0–1 | Спортинг Лисабон |
| 1968. | Спортинг Лисабон | 4–1 | Рапид Беч        |

## Тренутни састав.
8. фебруар 2025.
| Бр. |             | Позиција | Играч                |
| --- | ----------- | -------- | -------------------- |
| 1   | Уругвај     | Г        | Франко Израел        |
| 2   | Бразил      | О        | Матуес Реис          |
| 3   | Холандија   | О        | Џери Сен Жуст        |
| 5   | Јапан       | С        | Хидемаса Морита      |
| 6   | Белгија     | О        | Зено Дебаст          |
| 8   | Португалија | С        | Педро Гонсалвеш      |
| 9   | Шведска     | Н        | Виктор Ђокереш       |
| 11  | Португалија | С        | Нуно Сантош          |
| 17  | Португалија | Н        | Франсишко Тринкао    |
| 19  | Данска      | Н        | Конрад Хардер        |
| 20  | Уругвај     | Н        | Максимилијано Араухо |
| 21  | Мозамбик    | Н        | Жени Катамо          |
| 22  | Шпанија     | О        | Иван Фреснеда        |

| Бр. |                 | Позиција | Играч                                   |
| --- | --------------- | -------- | --------------------------------------- |
| 23  | Португалија     | С        | Данијел Браганса (заменик капитена)     |
| 24  | Португалија     | Г        | Руи Силва (на позајмици из Реал Бетиса) |
| 25  | Португалија     | О        | Гонсало Инасио (трећи капитен)          |
| 26  | Обала Слоноваче | О        | Усмане Диоманде                         |
| 30  | Бразил          | Н        | Биел Теишеира                           |
| 41  | Бразил          | Г        | Дијего Калаи                            |
| 42  | Данска          | С        | Мортен Јулман (капитен)                 |
| 47  | Португалија     | О        | Рикардо Ешгајо                          |
| 51  | Португалија     | Г        | Диого Пинто                             |
| 52  | Португалија     | С        | Жоао Симоеш                             |
| 57  | Португалија     | Н        | Жеовани Кенда                           |
| 72  | Португалија     | О        | Едуардо Кварежма                        |
| 73  | Португалија     | С        | Едуардо Фелисисимо                      |

### Играчи под уговором
| Бр. |             | Позиција | Играч           |
| --- | ----------- | -------- | --------------- |
| 90  | Португалија | Н        | Алфонсо Мореира |

| Бр. |  | Позиција | Играч |
| --- |  | -------- | ----- |

### Играчи на позајмици
| Бр. |                     | Позиција | Играч                             |
| --- | ------------------- | -------- | --------------------------------- |
| 10  | Енглеска            | С        | Маркус Едвардс (Бернли)           |
| 13  | Босна и Херцеговина | Г        | Владан Ковачевић (Легија Варшава) |
| 14  | Португалија         | С        | Дарио Есуго (Лас Палмас)          |
| 32  | Аргентина           | С        | Матео Танлонго (Пафос)            |
| 45  | Бразил              | О        | Рафаел Понтело (Ауда)             |

| Бр. |             | Позиција | Играч                                    |
| --- | ----------- | -------- | ---------------------------------------- |
| 80  | Француска   | С        | Коба Куандреди (Лозана)                  |
| 91  | Португалија | Н        | Родриго Рибеиро (АВС Авеш)               |
| 97  | Португалија | О        | Диого Травасос (Естреља Амадора)         |
| —   | Португалија | О        | Рубен Винагре (Легија Варшава)           |
| —   | Грчка       | С        | Сотирис Александропулос (Стандард Лијеж) |